# Província de Finlàndia
La República de Finlàndia estava organitzada administrativament en 6 províncies (en finès: läänit i en suec: län) fins al final de 2009. L'autoritat provincial era part de la branca executiva del govern central, per tant, no era elegida a través del vot popular.
Aquest sistema va ser creat el 1634, tot i que va ser profundament reformat el 1997, quan es van reduir el nombre de províncies de 12 a 6. Amb aquesta reforma les províncies van esdevenir unitats purament administratives, ja que les fronteres no responien ni a la llengua ni a la cultura, excepte en el cas d'Åland.
Actualment Finlàndia està organitzada a través de regions.

## Organització
Cada província estava dirigida per un governador (finès: maaherra, suec: landshövding) que era noventa pel president de la república a instàncies del consell de ministres. El governador estava al capdavant de l'Oficina Provincial Estatal (en finès: lääninhallitus, en suec: länsstyrelse), que actuava com un conglomerar del poder format per set ministeris d'acord amb les competències següents: 
- Serveis socials i salubritat
- Educació i cultura
- Administració policial.
- Serveis de rescat
- Administració de trànsit
- Lliure competència i consum
- Administració judicial.

## Províncies
Les sis províncies fineses fins al 2009 eren (amb referència al mapa):
1. Finlàndia Meridional (Etelä-Suomen lääni/Södra Finlands län), capital Hämeenlinna
2. Finlàndia Occidental (Länsi-Suomen lääni/Västra Finlands län), capital Turku
3. Finlàndia Oriental (Itä-Suomen lääni/Östra Finlands län), capital Mikkeli
4. Oulu (Oulun lääni/Uleåborgs län), capital Oulu
5. Lapònia (Lapin lääni/Lapplands län), capital Rovaniemi
6. Åland (en suec Åland, en finès Ahvenanmaa), capital Mariehamn (en finès Maarianhamina)

| Núm. | Províncies           | Noms finesos i suecs                   | Capital provincial       | Ciutat més gran | Població (2003) | Superfície (km²) | Províncies que la conformaven (1997)                  |
| ---- | -------------------- | -------------------------------------- | ------------------------ | --------------- | --------------- | ---------------- | ----------------------------------------------------- |
| 1.   | Finlàndia Meridional | Etelä-Suomen lääni Södra Finlands län  | Hämeenlinna Tavastehus   | Hèlsinki        | 2.116.914       | 34,378           | Uusimaa, Kymi, Häme                                   |
| 2.   | Finlàndia Occidental | Länsi-Suomen lääni Västra Finlands län | Turku Åbo                | Tampere         | 1.848.269       | 74.185           | Vaasa, Turku-Pori, Finlandia Central, Häme(Pirkanmaa) |
| 3.   | Finlàndia Oriental   | Itä-Suomen lääni, Östra Finlands län   | Mikkeli S:t Michel       | Kuopio          | 582.781         | 48.726           | Kuopio, North Karelia, Mikkeli                        |
| 4.   | Oulu                 | Oulun lääni Uleåborgs län              | Oulu Uleåborg            | Oulu            | 458.504         | 57.000           | sense canvis                                          |
| 5.   | Lapònia              | Lapin lääni Lapplands län              | Rovaniemi                | Rovaniemi       | 186.917         | 98.946           | sense canvis                                          |
| 6.   | Åland¹               | Ahvenanmaan lääni Ålands län²          | Mariehamn² Maarianhamina | Mariehamn       | 26.000          | 6.784            | sense canvis                                          |